# Karl Wilhelm Hagelin

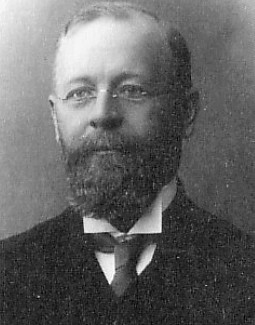
Karl Wilhelm Hagelin
(ca. 1900)

Karl Wilhelm Hagelin (* 28. September 1860 in Sankt Petersburg; † 4. Mai 1955 in Stockholm) war ein schwedischer Ingenieur, der sein Arbeitsleben weitgehend in Russland verbrachte.
Vor seinem Studium absolvierte er eine Ausbildung als Schiffskonstrukteur. Er arbeitete bei einer Reederei und danach ab 1879 als Mechaniker bei der Ölgesellschaft Branobel in Baku. Als Techniker und Ingenieur war er bei Branobel für viele technische Verbesserungen verantwortlich, darunter die erste russische Ölpipeline, das Ölkraftwerk zur Stromerzeugung für die Beleuchtung und zum Antrieb der Ölpumpen.
1900 wurde er Vorstandsvorsitzender des Unternehmens und kümmerte sich intensiv um die Verteilung des Öls mit der Bahn und den Schiffen. Anfangs wurden die Tanker von Baku nach Astrachan und weiter über die Wolga und Kanäle bis zur Ostsee mit Dampfschiffen transportiert.  Hagelin setzte sich für den Dieselmotorantrieb ein und war maßgeblich verantwortlich für den Bau der Vandal (1902/03), die mit 180 PS Antriebsleistung als erstes Schiff mit Dieselantrieb gilt. Ein Jahr später wurde das Schwesterschiff Sarmat mit Dieselantrieb an Branobel abgeliefert.
Ab 1895 war Karl Wilhelm Hagelin schwedischer Konsul in Baku und ab 1906 in St. Petersburg. Er wurde 1923 als Ehrenmitglied der Schwedischen Akademie der Ingenieurwissenschaften in Schweden ausgezeichnet.
Er ging 1917 zurück nach Schweden. Anfang der 1920er Jahre gehörte der zu den Hauptinvestoren der Aktiengesellschaft A.B. Cryptograph, zu dessen Geschäftsführer er seinen Sohn Boris Hagelin bestimmte.
Hagelin verstarb in seinem 95. Lebensjahr 1955.